# Legături periculoase (film)
Legături periculoase (în engleză Dangerous Liaisons) este un film dramatic și romantic american din 1988, regizat de Stephen Frears⁠(d) în baza unui scenariu de Christopher Hampton⁠(d), adaptat după piesa sa de teatru sa din 1985 Les liaisons dangereuses⁠(d), adaptată la rândul său după romanul epistolar francez Legături periculoase⁠(d) scris în 1782 de Pierre Choderlos de Laclos. Filmul îi are în distribuție pe Glenn Close, John Malkovich, Michelle Pfeiffer, Uma Thurman, Swoosie Kurtz⁠(d), Mildred Natwick⁠(d), Peter Capaldi și Keanu Reeves.
Legături periculoase a fost lansat în cinematografe de Warner Bros. Pictures⁠(d) pe 16 decembrie 1988. Acesta a primit în mare parte recenzii pozitive din partea criticilor, interpretările lui Close și Pfeiffer, scenariul, producția și costumele fiind lăudate. Filmul a încasat 34,7 milioane de dolari în comparație cu bugetul său de 14 milioane de dolari, având un succes modest la box office. A primit șapte nominalizări la cea de-a 61-a ediție a Premiilor Oscar⁠(d), inclusiv la categoria cel mai bun film, și a câștigat trei premii: cel mai bun scenariu adaptat, cel mai bun design de costume și cel mai bun design de producție.

## Intriga
În Parisul de dinaintea revoluției, Marchiza de Merteuil plănuiește să se răzbune pe fostul său iubit, Contele de Bastide, care a abandonat-o de curând. În încercarea de a-și alina mândria rănită și de a-l umili pe Bastide, aceasta dorește ca logodnica sa virgină, Cécile de Volanges, recent maturizată⁠(d) după ce și-a petrecut copilăria în adăpostul unei comunități religioase⁠(d), să fie sedusă și dezonorată. 
Merteuil îi încredințează sarcina fostului său iubit, Vicontelui de Valmont, la fel de lipsit de scrupule. Valmont refuză, acesta dorind să o seducă pe Madame de Tourvel, soția unui membru al Parlamentului plecat în Burgunia și oaspetele curent al mătușii sale, Madame de Rosemonde. Pioasa Tourvel privește cu amuzament și neîncredere modul arogant în care Valmont o curtează. În același timp, Merteuil face următoarea propunere: dacă Valmont reușește să o seducă pe Tourvel și poate oferi dovezi în scris, ea va întreține relații amoroase cu acesta. Valmont acceptă provocarea.
Tourvel respinge toate avansurile vicontelui. În încercarea de a obține influență asupra sa, Valmont îi cere valetului său, Azolan, să o seducă pe servitoarea lui Tourvel, Julie, și să obțină acces la corespondența sa privată. Una dintre scrisorile interceptate este expediată de mama lui Cécile și verișoara lui Merteuil, Madame de Volanges, în care îi atrage atenția lui Tourvel asupra faptului că Valmont este un individ infam și necurat. Conștient de adevărul celor scrise, acesta hotărăște să o seducă pe Cécile ca răzbunare.
Între timp, la Paris, Cécile îl întâlnește pe fermecătorul și chipeșul Chevalier Raphael Danceny, viitorul ei profesor de muzică. Cei doi se îndrăgostesc, fiind convinși de Merteuil, care știe că Danceny, un om de rând lipsit de avere, nu poate fi considerat un pretendent de bună-credință.
Valmont obține acces la dormitorul lui Cécile sub un pretext, o agresează sexual și o constrânge să întrețină relați sexuală în timp ce aceasta îl imploră să părăsească încăperea. Ca urmare a celor întâmplate, Cécile se preface bolnavă, rămâne în camera sa și refuză orice vizitator. Îngrijorată, Madame de Volanges o roagă pe Merteuil să discute cu Cécile; Cécile i se destăinuie, crezând că este interesată de situația sa și dorește să o ajute. Merteuil o sfătuiește pe aceasta să accepte avansurile lui Valmond, susținând că femeile tinere ar trebui să profite de toți admiratorii lor într-o societate atât de represivă și plină de dispreț față de femei. Rezultatul este o relație de tipul „elev-profesor”: în timpul zilei, Cécile este curtată de Danceny, iar în fiecare noapte primește o „lecție” sexuală de la Valmont. Concomitent, Merteuil are o aventură cu Danceny.
Între timp, Valmont reușește să câștige inima lui Tourvel, dar cu un preț: autoproclamatul burlac se îndrăgostește de aceasta. Extrem de geloasă, Merteuil îl ridiculizează pe Valmont și îl amenință cu distrugerea reputației sale  de gigolo nonșalant. De asemenea, refuză să respecte partea sa din înțelegerea încheiată deoarece Valmont nu are o dovadă în scris, care să confirme că relația a fost consumată. Valmont o respinge brusc pe Tourvel cu o scurtă scuză: „Nu mă pot controla”. Mai târziu, după o noapte în patul lui Valmont, Cécile suferă un avort spontan.
Copleșită de tristețe și rușine, Tourvel se retrage la o mănăstire, unde starea sa de sănătate se agravează rapid. După ce Valmont îl informează pe Danceny despre motivele pentru care a fost sedus de Merteuil, aceasta, la rândul ei, îl aduce la cunoștință lui Danceny că Valmont a întreținut relații amoroase cu Cécile. Acesta îl provoacă pe Valmont la un duel și îl rănește mortal. Cu ultimele puteri, Valmont îi cere lui Danceny să-i comunice lui Tourvel - aflată acum pe patul de moarte - adevăratele lui sentimente față de ea. Valmont îi oferă acestuia și colecția sa de scrisori intime primite de la Merteuil, iar Danceny le publică. Între timp, Cécile o informează pe mama sa că dorește să se reîntoarcă definitiv la mănăstire. Întregul Paris află de schemele și planurile lui Merteuil. Huiduită și umilită la operă de foștii ei prieteni și sicofanți, aceasta se retrage în dizgrație.

## Distribuția
- Glenn Close - Marchiza Isabelle de Merteuil
- John Malkovich - Vicontele Sébastien de Valmont
- Michelle Pfeiffer - Madame Marie de Tourvel
- Uma Thurman - Cécile de Volanges
- Swoosie Kurtz⁠(d) - Madame de Volanges, mama lui Cécile și verișoara lui Merteuil
- Keanu Reeves - Raphael Danceny, pețitorul lui Cécile
- Mildred Natwick⁠(d) - Madame de Rosemonde, mătușa lui Valmont
- Peter Capaldi - Azolan, valetul lui Valmont
- Valerie Gogan⁠(d) - Julie, servitoarea lui Madame de Tourvel
- Laura Benson - Émilie, o curtezană
- Joe Sheridan - Georges, lacheul lui Madame de Tourvel
- Joanna Pavlis - Adèle, servitoarea lui Madame de Rosemonde
- Harry Jones - Monsieur Armand
- François Montagut - Belleroche, amantul lui Merteuil